# 1995 GJ
1995 GJ с наклоном орбиты 22,9°, может быть первым обнаруженным кьюбивано с наклоном орбиты более 20 градусов. У большинства же кьюбивано наклонение менее 10 градусов.
Учитывая длину орбиты объекта пояса Койпера, 1995 GJ может противостоять Земле в середине марта каждого года, в этот момент его видимая звёздная величина составляет 22,9. Объект наблюдался лишь шесть раз в течение двух ночей 1995 года, 3 и 4 апреля, и потому его орбита вычислена очень неточно (имеет высший параметр неопределённости — 9). Даже эксцентриситет предположительный.
1995 GJ был обнаружен Дэвидом Джуиттом и Юн Чен в обсерватории Мауна-Кеа, Гавайи с использованием 2,2-метрового телескопа Гавайского университета.